# سیارک ۱۰۷۸۶
سیارک ۱۰۷۸۶ (به انگلیسی: 10786 Robertmayer، نامگذاری:1991TC3) ده هزار و هفتصد و هشتاد و ششمین سیارک کشف شده‌است که در ۷ اکتبر ۱۹۹۱ کشف شد.
قدر مطلق سیارک برابر ۱۵٫۴۰ است.